# Tamames
Tamames és un municipi de la província de Salamanca, a la comunitat autònoma de Castella i Lleó. Limita al Nord amb Abusejo i La Sagrada, a l'Est amb Berrocal de Huebra i Tejeda y Segoyuela, al Sud amb Aldeanueva de la Sierra i El Cabaco i a l'Oest amb Puebla de Yeltes i Sepulcro-Hilario.